# پژوهشگاه نیرو
پژوهشگاه نیرو سازمانی دولتی و وابسته به وزارت نیرو می‌باشد که مسئولیت مدیریت تحقیقات وابسته به صنعت برق و انرژی ایران را به عنوان کارگزار شرکت‌های مادرتخصصی توانیر و تولید نیروی برق حرارتی بر عهده دارد. ریاست این سازمان را در حال حاضر مجید عمیدپور بر عهده دارد.
پژوهشگاه نیرو در سال ۱۳۷۶ با اخذ مجوز سه پژوهشکده "برق"، "تولید نیرو" و "انتقال و توزیع نیرو " از شورای گسترش آموزش عالی به‌طور رسمی کار خود را آغاز و در سال ۱۳۷۷ با اخذ دو مجوز جدید پژوهشکده‌های "انرژی و محیط زیست" و "کنترل و مدیریت شبکه" را نیز به مجموعه خود افزود و در ادامه با ایجاد "مراکز شیمی و مواد"، "توسعه فناوری توربین‌های بادی" و "آزمایشگاه‌های مرجع" فعالیت‌های خویش را توسعه بخشید. هم‌اکنون با ۴ پژوهشکده، ۱۵ مرکز و ۲۶ گروه پژوهشی علاوه بر پروژه‌های ملی در چندین پروژه بین‌المللی نیز با مشارکت کشورهای پیشرفته صنعتی حضور داشته و سعی دارد نقش خود را در این قبیل پروژه‌ها توسعه بخشد. با توجه به نقش زیر بنایی صنعت برق در رشد و توسعه اقتصادی و اجتماعی کشور، پژوهشگاه نیرو با انجام پروژه‌های بنیادی، کاربردی و توسعه‌ای به منظور پاسخگویی بهتر و بیشتر به نیازهای صنعت برق و رفع مشکلات آن و دستیابی به فناوریهای نوین اقدام به تعریف پروژه برنامه استراتژیک خود همراستا با خواسته‌ها و برنامه‌های استراتژیک وزارت نیرو و برنامه توسعه پنجم کشور و در سال ۱۳۸۷ پس از تبیین بیانیه‌های مأموریت، چشم‌انداز و ارزشهای سازمانی با تحلیل محیط داخل و خارج و همچنین مطالعات تطبیقی در عرصه بین‌المللی استراتژی‌ها و اهداف پژوهشگاه راتدوین و در سال ۱۳۸۹ با استفاده از متدولوژی کارت امتیازی متوازن (BSC) با اجرای برنامه‌ها و دستیابی به اهداف کمی راه رسیدن به چشم‌انداز را هموار نموده‌است.

## پژوهشکده‌ها
- پژوهشکده تولید
- پژوهشکده انتقال
- پژوهشکده توزیع
- پژوهشکده مطالعات سیاستگذاری و حکمرانی
- پژوهشکده انرژی و محیط زیست
- مرکز شیمی و مواد
- مرکز توسعه فناوری توربین‌های بادی
- مرکز توسعه فناوری صنعت برق و انرژی: که به منظور حمایت از شرکت‌های دانش بنیان تأسیس شده‌است.[۲]

## فهرست پروژها
- فهرست پروژه‌های پژوهشکده برق
- فهرست پروژه‌های پژوهشکده تولید نیرو
- فهرست پروژه‌های پژوهشکده کنترل و مدیریت شبکه
- فهرست پروژه‌های پژوهشکده انتقال و توزیع نیرو
- فهرست پروژه‌های مرکز شیمی و مواد
- فهرست پروژه‌های پژوهشکده انرژی و محیط زیست
- فهرست پروژه‌های مرکز توسعه فناوری توربین‌های بادی